# Quattro grandi invenzioni

Le quattro fasi principali nella fabbricazione della carta, descritte da Cai Lun nel 105 d.C.

Nella cultura ufficiale cinese vi sono quattro antiche invenzioni di cui questo popolo va particolarmente orgoglioso. Infatti le evidenzia tra le altre indicandole come Quattro grandi invenzioni (四大發明T, 四大发明S, Sì dà fā míngP), nome col quale sono oggi note in tutto il mondo.
Esse sono ufficialmente considerate:
- la carta[2]
- la stampa[3]
- la polvere da sparo[4]
- la bussola[5]

Queste invenzioni hanno dato un grande contributo al progresso della civiltà umana, scrivendo inoltre una luminosa pagina della civiltà cinese. 
Recentemente alcuni studiosi cinesi
hanno fatto notare che altre invenzioni in Cina furono più sofisticate - ed ebbero probabilmente un maggior impatto storico-culturale.

## Le origini
Sebbene la cultura cinese sia generosa in merito a liste di eventi e scoperte significative (ad es. le Quattro meraviglie, I quattro grandi libri delle canzoni, I Quattro grandi romanzi classici, I Cinque Classici, La leggenda dei 5 Antenati), il concetto delle Quattro Grandi Invenzioni ebbe origine da studiosi occidentali, e fu adottato dai Cinesi solo in un successivo momento.
L'importanza di queste invenzioni, fu trattata per la prima volta dal filosofo inglese Francis Bacon (1561-1626) che nel 1620 scrisse riguardo all'importanza di queste tecnologie: "La stampa, la polvere da sparo e la bussola: queste tre invenzioni hanno completamente cambiato la faccia e lo stato delle cose in tutto il mondo; la prima in letteratura, la seconda nella guerra, la terza nella navigazione; esse hanno portato tanti cambiamenti, così profondi, che nessun impero, nessuna setta, nessuna stella sembra aver esercitato tanto potere ed influenza nella vita dell'uomo quanto queste scoperte meccaniche". Bacon era un politico e un filosofo, probabilmente all'oscuro dell'origine di queste invenzioni, e non stava perciò scrivendo a proposito delle antiche invenzioni cinesi, bensì delle loro applicazioni occidentali. Ciononostante, i suoi scritti dimostrano l'importanza di tali invenzioni per il mondo moderno.
Più tardi anche Karl Marx commentò che:
La moderna lista delle Quattro Grandi Invenzioni ebbe origine nel XIX secolo con il missionario e sinologo Joseph Edkins (1823-1905). Edkins, comparando il Giappone alla Cina, fece notare agli studiosi che i Giapponesi non avevano invenzioni tanto significative come la carta, la stampa, la bussola e la polvere da sparo. Questa lista fu poi resa popolare e accresciuta dal biochimico, storico e sinologo britannico Joseph Needham, che dedicò l'ultima parte della sua vita allo studio della scienza e della civilizzazione nell'antica Cina.

## Fonti
- Articolo di Zhang Jin su Sito di China Radio International
- Sito del Ministero della Cultura della Cina chinaculture.org Archiviato il 15 novembre 2007 in Internet Archive.